# Andrei Alexejewitsch Slawnow
Andrei Alexejewitsch Slawnow (russisch Андрей Алексеевич Славнов, englische Transkription Andrey oder Andrei Slavnov; * 22. Dezember 1939 in Moskau; † 25. August 2022) war ein russischer theoretischer Physiker.

## Werdegang
Slawnow studierte an der Lomonossow-Universität in Moskau Physik mit dem Abschluss 1962 und wurde 1965 am Steklow-Institut in Moskau promoviert. Danach arbeitete er am Steklow-Institut in der Abteilung Theoretische Physik, zuletzt als leitender Wissenschaftler. 1972 habilitierte er sich (russischer Doktortitel) und ab 1981 war er Professor. Er leitete ab 1992 die Abteilung Quantenfeldtheorie und später die Abteilung Theoretische Physik am Steklow-Institut. Ab 1991 war er außerdem Professor für Theoretische Physik an der Lomonossow-Universität.
Slawnow befasst sich mit Quantenfeldtheorie (Renormierung und nichtstörungstheoretische Methoden), Supersymmetrie, Eichtheorien, Gittereichtheorien.
Nach ihm und John C. Taylor sind die Slawnow-Taylor-Identitäten für Greensche Funktionen in Eichtheorien benannt, die bei deren Renormierung wichtig sind (speziell bei Yang-Mills-Theorien).
2014 erhielt er die Bogoljubow-Goldmedaille, 2013 den Pomerantschuk-Preis, 1999 den Humboldt-Forschungspreis, 2007 den Fock-Preis der Russischen Akademie der Wissenschaften und 1995 den russischen Staatspreis. 1987 wurde er korrespondierendes und 2000 Vollmitglied der Russischen Akademie der Wissenschaften.
Er war Herausgeber der Zeitschrift Theoretical and Mathematical Physics.

## Schriften
- mit Ludwig Dmitrijewitsch Faddejew Gauge Fields. Introduction to Quantum Theory, Addison-Wesley, 2. Auflage 1991 (zuerst Benjamin 1980 und in Russisch bei Nauka, Moskau 1978)